# Nothoceros
Nothoceros é um género de plantas não vasculares pertencente à família Dendrocerotaceae da divisão Anthocerotophyta. O género tem distribuição natural na Nova Zelândia, América do Sul e nas regiões neotropical e leste da América do Norte.

## Espécies
O género Nothoceros inclui as seguintes espécies:
- Nothoceros aenigmaticus (R.M. Schust.) J. C. Villarreal & K. D. McFarland
- Nothoceros canaliculatus (Pagan) Villarreal, Juan Carlos, Hässel de Menéndez & N. Salazar
- Nothoceros endiviaefolius (Mont.) J. Haseg. ex J. C. Villarreal, Hässel de Menéndez & N. Salazar
- Nothoceros fuegiensis (Stephani) J. C. Villarreal
- Nothoceros giganteus (Lehm. & Lindenb.) J. Haseg. ex J. C. Villarreal, Hässel de Menéndez & N. Salazar
- Nothoceros renzagliensis J. C. Villarreal, Campos, Laura V., J. Uribe M. & Goffinet
- Nothoceros superbus Villarreal, Juan Carlos, Hässel de Menéndez & N. Salazar
- Nothoceros vincentianus (Lehm. & Lindenb.) J. C. Villarreal